# Uydenia
Uydenia is een geslacht van uitgestorven nektonische carnivore straalvinnige beenvissen uit het Vroeg-Perm (Cisuralien) van Kazachstan.